# Frankenthaler Moorwiese

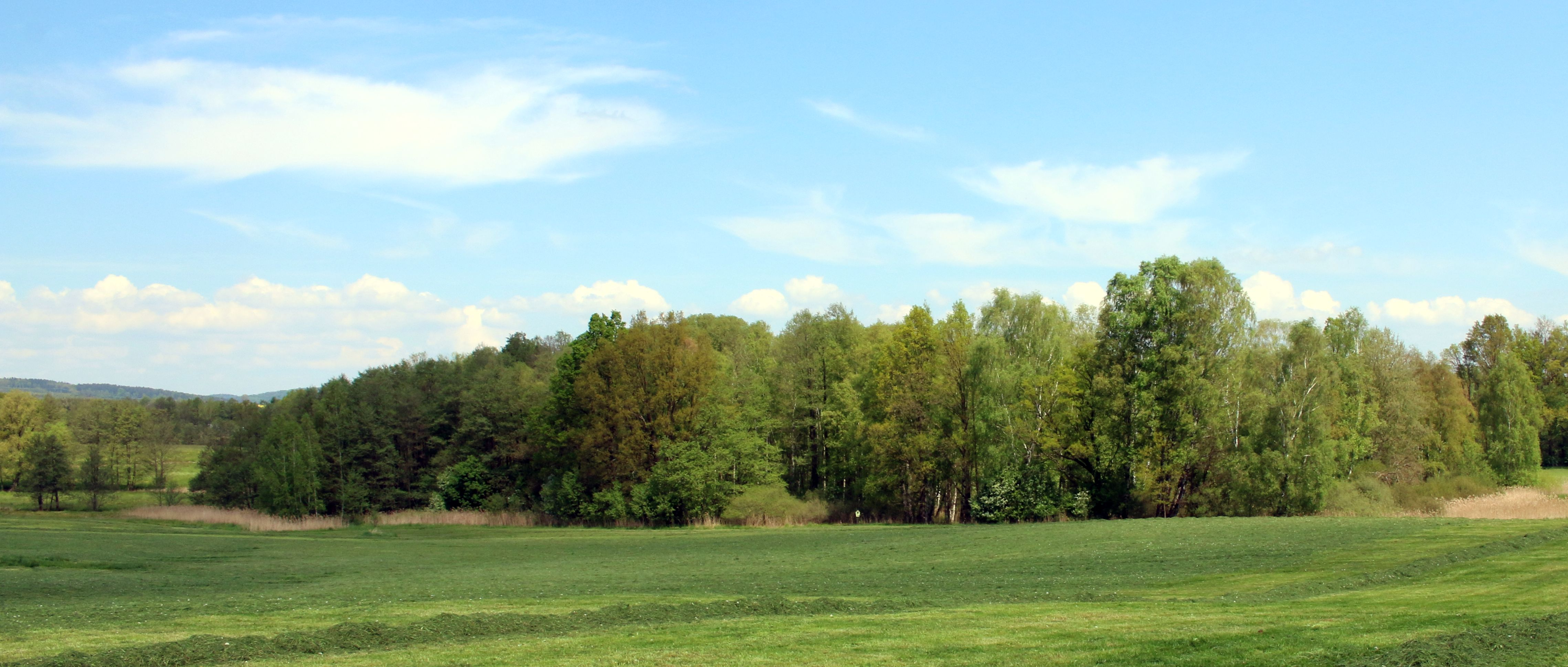
Frankenthaler Moorwiese

Die Frankenthaler Moorwiese ist ein Flachmoor, das sich südöstlich von Frankenthal vom Mühlteich bis auf die Flur von Goldbach erstreckt und den unteren Bereich einer breiten Mulde füllt. Entwässert wird es durch ein Nebenrinnsal der Gruna. Bemerkenswert ist das kleinflächige Mosaik verschiedener Pflanzengesellschaften der Flach- und Quellmoore mit zahlreichen charakteristischen Arten.

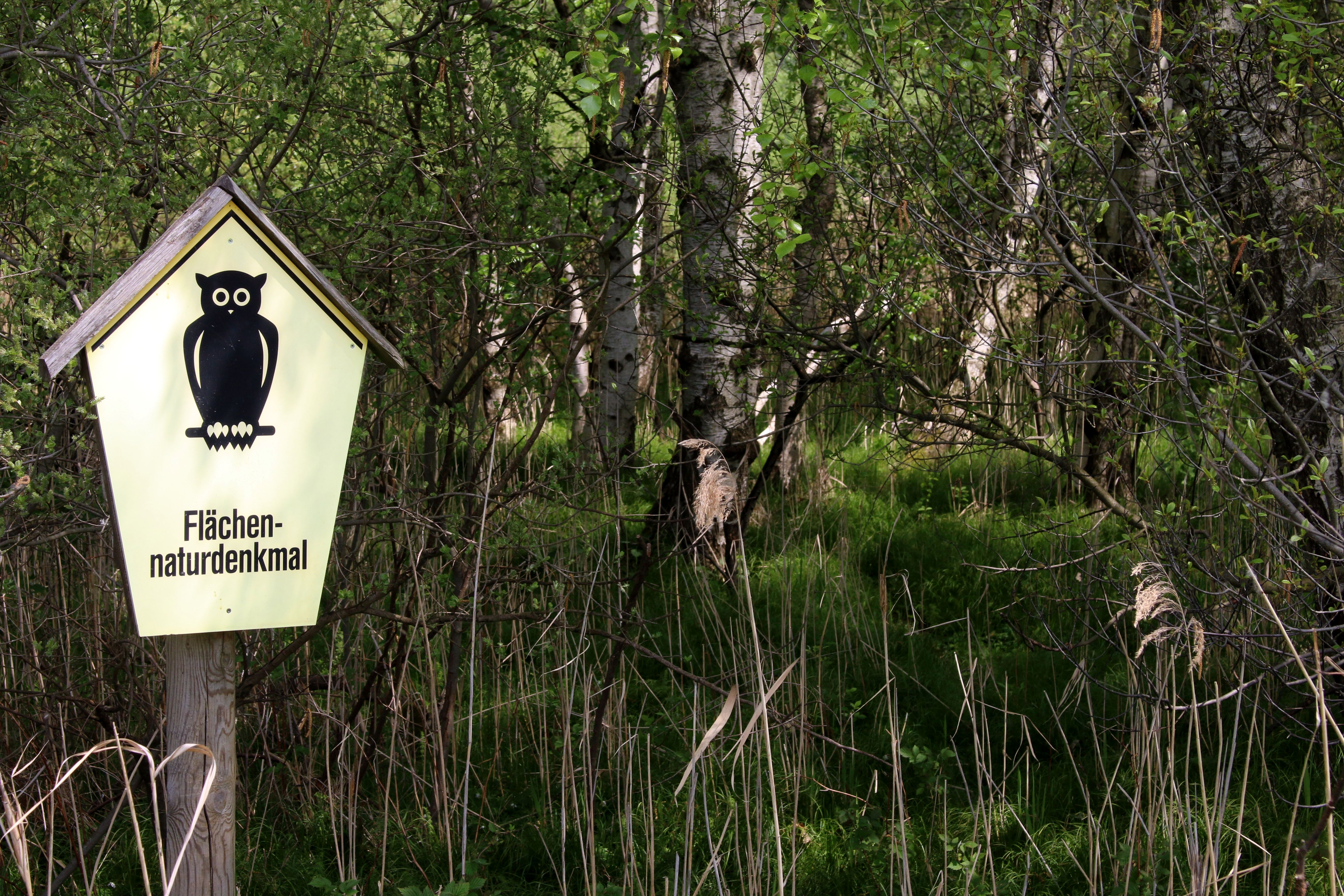
Altes Hinweisschild an der Moorwiese

Die Entdeckung der seltenen Zweihäusigen Segge (Carex dioica) und der ebenso gefährdeten Sumpfsitter (Epipactis palustris) führte im Jahr 1950 zur Erklärung des Moores zum Flächennaturdenkmal.  Der zwei Jahre später erschienene kreisliche Naturschutzwegweiser nannte für die Frankenthaler Moorwiese u. a. elf weitere Seggen- und vier Orchideenarten.
1976 wurden noch folgende Arten ermittelt: Flohsegge, Schmal- und Breitblättriges Wollgras, Waldläusekraut, Großes Zweiblatt, Moosbeere, Sumpfherzblatt und Kleiner Baldrian. 
In den Moorschlenken, mit Wasser gefüllten Bodenvertiefungen, fanden sich bevorzugt Knöterichlaichkraut, Fieberklee, Straußfelberich und Blutauge.
Breitblättriges Knabenkraut, Drahtsegge, Wassernabel und Kriechweide standen auf den nassen und sumpfigen Wiesen. 
Sowohl die Zweihäusige Segge als auch die Sumpfsitter wurden hingegen nicht mehr beobachtet.
Heute ist das Moor Teil des Fauna-Flora-Habitat-Gebietes Obere Wesenitz und Nebenflüsse und befindet sich im Landschaftsschutzgebietes Westlausitz (CDDA-Code 20914), das 1974 eingerichtet wurde.